# 武定府
武定府（ぶていふ）は、中国にかつて存在した府。明代から清代にかけて、現在の雲南省武定県一帯に設置された。

## 概要
1256年（憲宗6年）、モンゴル帝国により洟陬籠城に万戸が置かれた。1271年（至元8年）、元により洟陬籠城に武定路が置かれた。武定路は雲南等処行中書省に属し、和曲州に属する南甸・元謀の2県と禄勧州に属する易籠・石旧の2県を管轄した。
1382年（洪武15年）、明により武定路は武定軍民府と改められた。1607年（万暦35年）、武定軍民府は武定府と改められた。武定府は雲南省に属し、直属の元謀県と和曲州・禄勧州の2州を管轄した。鳳氏が土司として知府を世襲した。
1770年（乾隆35年）、清により武定府は武定直隷州に降格した。武定直隷州は雲南省に属し、元謀・禄勧の2県を管轄した。
1913年、中華民国により武定直隷州は廃止された。